# Reichertsmühle (Dinkelsbühl)
Reichertsmühle ist ein Gemeindeteil der Großen Kreisstadt Dinkelsbühl im Landkreis Ansbach (Mittelfranken, Bayern). Reichertsmühle liegt in der Gemarkung Dinkelsbühl.

## Geografie
Die Einöde liegt am Walkemweiherbach, der ein rechter Zufluss der Wörnitz ist. Im Südosten liegt das Gaisfeld, im Südwesten das Zollfeld. Die Staatsstraße 2220 führt nach Dinkelsbühl (0,5 km östlich) bzw. an Rain vorbei nach Wolfertsbronn (2,7 km südwestlich).

## Geschichte
Die Fraisch über die Reichertsmühle war strittig zwischen dem oettingen-spielbergischen Oberamt Mönchsroth und der Reichsstadt Dinkelsbühl. Das Anwesen hatte die Reichsstadt Dinkelsbühl als Grundherrn.
Infolge des Gemeindeedikts wurde Reichertsmühle dem 1809 gebildeten Steuerdistrikt und der im selben Jahr gebildeten Munizipalgemeinde Dinkelsbühl zugeordnet.

### Baudenkmal
- Haus Nr. 1: ehemaliges Wohn- und Mühlengebäude, sogenannte Reichertsmühle, zweigeschossiger Massivbau mit Fachwerkgiebel und Satteldach, im Kern 15./16. Jahrhundert[8]

### Einwohnerentwicklung
| Jahr      | 001818 | 001840 | 001871 | 001885 | 001900 | 001925 | 001950 | 001961 | 001970 | 001987 |
| Einwohner | 7      | 9      | 7      | 7      | 6      | 14     | 18     | 13     | 9      | 3      |
| Häuser    | 2      | 1      |        | 1      | 1      | 2      | 2      | 3      |        | 1      |
| Quelle    | [ 10 ] | [ 11 ] | [ 12 ] | [ 13 ] | [ 14 ] | [ 15 ] | [ 16 ] | [ 17 ] | [ 18 ] | [ 1 ]  |

## Religion
Der Ort ist seit der Reformation evangelisch-lutherisch geprägt und bis heute nach St. Vinzenz (Segringen) gepfarrt. Die Katholiken sind nach St. Georg (Dinkelsbühl) gepfarrt.